# 久留米信愛中学校・高等学校
久留米信愛中学校・高等学校（くるめしんあいちゅうがっこう・こうとうがっこう）は、福岡県久留米市御井町にある私立中学校・高等学校。
ショファイユの幼きイエズス修道会を設立母体とし、学校法人久留米信愛学院によって運営される。

## 沿革
- 1877年（明治10年） 幼きイエズス修道会員がフランスより来日※学院に関して
- 1961年（昭和36年） 久留米信愛女学院高等学校設立（学校法人久留米信愛女学院設立）
- 1990年（平成02年） 久留米信愛女学院中学校設立認可
- 2003年（平成15年） 本館校舎にエレベーター設置
- 2006年（平成18年） コース改編（スーパー特進・特進・進学選抜・進学・一貫）、スクールバス導入
- 2008年（平成20年） コース改編（スーパー特進・特進・進学・特進文理一貫・医進一貫）
- 2010年（平成22年） 創立50周年
- 2016年（平成28年） 高校コース改変(選抜・学際)
- 2018年（平成30年）学校法人「久留米信愛女学院」を「久留米信愛学院」に名称変更
- 2019年（平成31年） 久留米信愛中学校・高等学校に改称、男女共学化

## 学科
高等学校
- 普通科
  - 選抜コース
  - 学際コース
  - 特進文理一貫コース
  - 医進一貫コース

中学校
- 医進コース
- 特進文理コース

## 交通
- 西鉄久留米駅・JR久留米駅から路線バス「信愛学院」行きにて終点下車
- スクールバス：筑後・八女方面1便、黒木・八女方面1便、朝倉方面2便

## 著名な出身者
- 松田聖子 - 歌手、高校3年まで在学
- 彩夏涼 - 女優、元宝塚歌劇団雪組男役
- 吉田羊[1] - 女優
- 武藤麻美 - キャスター
- 馬場由美子 - ゴルファー
- 相沢あい - コラムニスト、クリエイティブディレクター
- 安達阿記子 - ゴールボール選手、2012年ロンドンパラリンピック金メダリスト

## 姉妹校
- 大阪信愛学院
- 熊本信愛女学院中学校・高等学校
- 和歌山信愛中学校・高等学校